# Euplectromorpha laminum
Euplectromorpha laminum är en stekelart som beskrevs av Wijesekara och Schauff 1994. Euplectromorpha laminum ingår i släktet Euplectromorpha och familjen finglanssteklar.
Artens utbredningsområde är Sri Lanka. Inga underarter finns listade i Catalogue of Life.